# Frenchman Butte
Frenchman Butte är ett berg i Kanada.   Det ligger i provinsen Saskatchewan, i den centrala delen av landet, 2 600 km väster om huvudstaden Ottawa. Toppen på Frenchman Butte är 672 meter över havet, eller 45 meter över den omgivande terrängen. Bredden vid basen är 2,0 km.
Terrängen runt Frenchman Butte är huvudsakligen platt. Trakten runt Frenchman Butte är nära nog obefolkad, med mindre än två invånare per kvadratkilometer..
Trakten runt Frenchman Butte består till största delen av jordbruksmark.